# تیرک‌دندان‌سانان
تیرک‌دندان‌سانان (نام علمی: Docodonta) نام یک راسته از رده پستانداران است.